# Železniční nehoda u Rynoltic
Železniční nehoda u Rynoltic je mimořádná událost, ke které došlo v brzkých ranních hodinách 24. prosince 1945 u Rynoltic, obci na severu dnešní České republiky v okrese Liberec ležící západně od okresního města.

## Lokalita
K neštěstí došlo na železniční trati Liberec – Česká Lípa spojující dvě města Liberec a Českou Lípu. Nehoda se stala v úseku mezi železničními stanicemi Křižany, která leží v nadmořské výšce 500 metrů, a Rynoltice nacházející se ve výšce 345 m n. m. Výškový rozdíl obou stanic činí 155 metrů.

## Popis události
Během roku 1945, po konci druhé světové války, jezdily Evropou po železnici transporty se zajatci i s osvobozenými vězni vracejícími se do svých domovů. Další vlaky převážely vojenský materiál. V železniční stanici Křižany se některé z tudy projíždějících vlaků posunovaly a vytvářely tak vlaky nové. Přes noc z 23. na 24. prosince 1945 zde stály vozy, v nichž do své vlasti cestovali osvobození sovětští zajatci. Během posunu osmi těchto vozů došlo k jejich nekoordinovanému rozjetí po trati směrem k České Lípě. V prvním voze se nacházely sovětské ženy odvlečené za války na nucené práce do Německa, ve druhém matka s jednoměsíčním nemluvnětem. Vzhledem ke klesání, které za stanicí Křižany dosahuje hodnoty 24 promile, nabíraly ujíždějící železniční vozy na rychlosti. Ve vysoké rychlosti projely zastávkou Zdislava, která se tehdy jmenovala Schönbach, a ujížděly dále k Rynolticím, kde trať klesá v ještě výraznějším sklonu. Rychlostí dosahující téměř 100 kilometrů v hodině vozy prokličkovaly oblouky klesající tratě a v ostrém oblouku před Rynolticemi na Štědrý den v čase 1.25 hodin vykolejily.
Na místě zahynuly tři ženy, další osoby zemřely po převozu do nemocnice. Při nehodě se navíc osm lidí zranilo těžce a sedmnáct lehce. Nehodu přežilo i malé nemluvně, jehož matka, když zjistila, co se přihodilo, zabalila do polštářů a látek a před vykolejením jej vyhodila z okna jedoucího vozu. Sama pak nehodu přežila pouze s lehkým zraněním. Její dítě bylo u trati nalezeno zcela nezraněno.

## Památka
Ostatky zemřelých žen byly pohřbeny na hřbitově v Rynolticích. Události využila československá komunistická propaganda, která začala zemřelé ženy vydávat za partyzánky, jež v květnu 1945 zahynuly při přestřelce. U příležitosti výročí konce druhé světové války u hrobu vždy stávala čestná stráž hasičů a pionýrů a k hrobu byly pokládány květinové věnce. Po československé sametové revoluci hrob postupně zarostl a byla zničena rudá hvězda i nápisy na něm. Pravidelně však ke hrobu chodí Květa Slabá, výpravčí z rynoltické železniční stanice, spolu se svým manželem Antonínem, která zde na památku položí květinu a zapálí svíci.